# Forças Armadas de San Marino

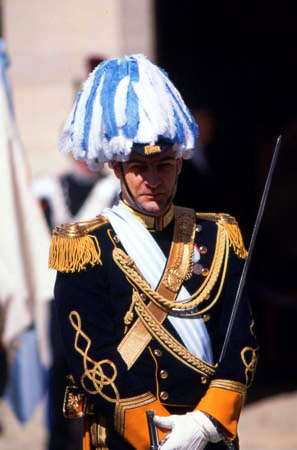
Um membro da Guarda do Conselho de San Marinho.

São Marinho tem uma das menores forças militares do mundo. Seus diferentes ramos têm funções variadas, incluindo: executar tarefas cerimoniais; patrulhamento de fronteiras; guarda de montagem em prédios do governo; e auxiliando a polícia nos principais casos criminais. Há também uma Gendarmaria militar que faz parte das forças militares da república. Todo o corpo militar de San Marino depende da cooperação das forças de tempo integral e de seus colegas (voluntários), conhecidos como "Corpi Militari Volontari", ou Força Militar Voluntária. A defesa nacional em face de uma potência mundial agressiva é, por acordo, a responsabilidade das forças armadas italianas.
As partes componentes das forças armadas (exceto o puramente histórico Crossbow Corps) distinguem-se (como em muitas nações) por emblemas distintivos, cada um para a Guarda Fortaleza (uniformizada), Guarda Fortaleza (artilharia), Guarda do Conselho, Uniformizada. Milícia, Conjunto Militar (banda) e Gendarmaria. Não há serviço obrigatório, no entanto, em circunstâncias especiais, os cidadãos entre 16 e 55 anos podem ser recrutados para a defesa do Estado.